# Mont sous-marin SG̲áan K̲ínghlas - Bowie
Pour les articles homonymes, voir Bowie.
Le mont sous-marin SG̲áan K̲ínghlas - Bowie, en anglais SG̲áan K̲ínghlas - Bowie Seamount, initiallement appelé mont sous-marin Bowie, en anglais Bowie Seamount, est un volcan sous-marin situé dans le nord-est de l'océan Pacifique, à 180 kilomètres à l'ouest de l'archipel Haida Gwaii dans la province de la Colombie-Britannique, au Canada. S'élevant à environ 3 000 mètres au-dessus des fonds marins, il culmine à 24 mètres sous le niveau de la mer. Il fait partie depuis 2008 de la zone de protection marine du mont sous-marin Bowie.
Il s'est formé à la suite d'éruptions volcaniques liées au point chaud de Bowie, et est le volcan le plus récent de la chaîne de monts sous-marins Kodiak-Bowie.